# (35482) 1998 FJ11
1998 FJ11 (asteroide 35482) é um asteroide da cintura principal. Possui uma excentricidade de 0.19024180 e uma inclinação de 7.56974º.
Este asteroide foi descoberto no dia 22 de março de 1998 por Takao Kobayashi em Oizumi.